# Margita Dahlström
Gun Margita Dahlström, född 5 november 1939 i Örebro, är en svensk textilkonstnär, grafiker och målare. 

## Biografi
Dahlström utbildade sig vid Textilinstitutet i Borås 1957–1959 och vid Konstfackskolan i Stockholm 1959–1964. Hon har utfört en större mängd med offentliga arbeten, bland annat en applikation med broderi på Biblioteket i Brickebacken, en väv på högstadieskolan i Adolfsberg, en väv på Älvtomta dagcenter samt tillsammans med Lotta Lindwall en ridå till Engelbrektsskolan i Örebro.
Som illustratör har hon illustrerat diktboken NÄRA av författaren Bertil Pettersson 1985 samt Nytecknat 1998.
Dahlström var en av initiativtagarna till Bildkonst Upphovsrätt i Sverige (BUS).
Dahlström är representerad på Malmö museum, Örebro läns museum, Värmlands museum, Lindesbergs, Mjölby och Örebro kommuner samt Örebro läns landsting..